# 문신용
문신용(文信容, 음력: 1948년 4월 1일 ~ )은 서울대학교 의과대학 산부인과 대한민국의 의사이다.

## 이력
1974년 서울대 의대를 졸업하였고, 1974년부터 1977년까지 공중보건의로 복무하여 1977년 육군 중위로 예편하였으며 이후 서울대 대학원에서 의학박사 학위를 받았다. 1983년 서울의대 전임강사로 부임했으며 1985년 10월 한국 최초로 시험관 아기 탄생이라는 이정표를 세웠다.
1985년 서울대학교 병원에서 한국 최초 시험관 아기를 성공시키고, 서울의대 교수로 재직하며, 30여 년 동안 후학 양성과 자연주기 시험관 아기, 체외수정 시술, 유전학 연구에 매진했다.
1999년 아시아 산부인과학회(아시아-태평양 산부인과학회) 생식 생리위원회 위원장, 2002년 과학기술부 세포 응용 연구 프런티어사업단장, 2004년 대한산부인과 초음파학회장을 맡아 학술 발전에 기여했다.
현재까지 문신용과 그의 제자들에 의해 한국 시험관 아기 최다 성공 사례를 가지고 있는 것으로 알려져 있으며 정년 퇴임 후인 2013년 엠여성의원을 설립하여 운영 중이다.

### 대외 활동
- 2001년 12월-2003년 11월 대한 유전의학회장
- 2004년 11월-2006년 11월 대한 산부인과 초음파학회장
- 2006년 1월-2006년 12월 대한 발생 생물학회장
- 2006년 3월-2010년 3월 아시아 태평양 불임학회 (ASPIRE) 회장

### 상훈
- 2004년 과학기술훈장 혁신장 (2006년에 황우석 교수의 줄기세포 논문 조작 사건으로 인하여 박탈됨)